# Bửu Đình
Bửu Đình (寳庭), bút danh Hà Trì (1898 - 1931) là nhà văn, nhà báo, nhà cách mạng Việt Nam.

## Tiểu sử
Ông tên khai sinh Nguyễn Phúc Bửu Đình, sinh năm 1898 tại Kim Long, ngoại ô kinh thành Huế, tỉnh Thừa Thiên. Xuất thân trong hoàng tộc triều Nguyễn, ông là chắt nội của hoàng tử Tĩnh Gia - con trai vua Minh Mạng. Cha ông giữ một chức quan nhỏ tại Bình Thuận, nên từ nhỏ ông đã sống và học tại Phan Thiết, lên 10 tuổi bắt đầu học chữ Hán, sau đó học tại trường Quốc học Huế.
Năm 1919, ông bỏ học đi kiếm sống, vào Cam Ranh dạy học tư, rồi lên Sài Gòn xin làm công chức bưu điện. Ông bắt đầu viết bài cho báo Công luận lấy bút danh là Hà Trì. Ông đã cộng tác với các báo Nam Kì kinh tế, Công Luận, Tân Thế Kỷ, Phụ nữ Tân văn.... Thời kì này, ông tìm cách liên kết với các nhà hoạt động đối lập với chính quyền Nam triều, mục đích hô hào nhân dân ý thức nền dân chủ. Ông nhiều lần diễn thuyết, trực tiếp lên án nền quân chủ chuyên chế, đòi xoá bỏ chế độ Nam triều, lập chế độ cộng hoà theo chủ trương của Phan Châu Trinh, sau khi vua Khải Định mất.
Đầu năm 1926, nổ ra vụ bãi công lớn của nhân viên bưu điện Sài Gòn, trong đó Bửu Đình, với tư cách là Tổng thư ký Hội liên hiệp tương trợ viên chức Việt Nam, là người đứng đầu trong phong trào. Sau đó, ông bị đổi đến làm việc tại Bưu điện Tua Chàm, sống rất khó khăn; ông bị ốm phải trở về Chợ Lớn để điều trị. Từ đó, ông xin thôi việc, bỏ hẳn sang nghề báo, tiếp tục viết bài cho các báo Tân thế kỉ, Đông Dương cất cánh (L'Essor Indochinois)..., kêu gọi chống chính quyền thực dân phong kiến.
Năm 1927, ông về Huế dự lễ chúc thọ Phan Bội Châu. Ở đây ông lại tiếp tục diễn thuyết ở Kim Long, Bến Ngự, ngay ở kinh thành Huế, thu hút đông đảo công chúng tham gia. Hội đồng Phủ Tôn nhân đã kết ông tội "khi quân", xóa bỏ tên và mọi quyền lợi của ông trong Hoàng tộc, buộc ông phải lấy họ mẹ, đổi tên thành Tạ Đình. Bất chấp sự phản đối biểu tình của giới ký giả và thanh niên học sinh Huế, tờ Tân thế kỉ vẫn phải đóng cửa, Bửu Đình vẫn bị kết án tù 9 năm, giam tại nhà tù Lao Bảo (Quảng Trị). Ở trong tù, ông lại tiếp tục vận động các tù nhân chống chính quyền, nên bị lưu đày ra Côn Đảo vô thời hạn.
Trên đảo, ông tiếp tục viết sách báo, tìm cách gửi về đất liền. Những tờ như Phụ nữ tân văn đã đăng bài của ông, đồng thời những cuốn tiểu thuyết như như Cậu Tám lọ, Mảnh trăng thu và tập thơ Giọt lệ tri âm cũng được xuất bản.
Tháng 11 năm 1930, ông tổ chức vượt ngục nhưng không thành. Tháng 10 năm 1931, ông cùng một số bạn bè chính trị phạm tổ chức vượt biển lần nữa, nhưng sau đó lại mất tích trên biển. Tạ Đình mất khi mới 33 tuổi.
Vợ ba ông là người tỉnh Gò Công (nay thuộc Tiền Giang). Ông có một người con gái tên Tôn Nữ Thị Diệu Tiên, trước từng sống ở Sài Gòn.
Tên Bửu Đình đã được đặt cho một con đường ở Quận 6, Thành phố Hồ Chí Minh.

## Tác phẩm

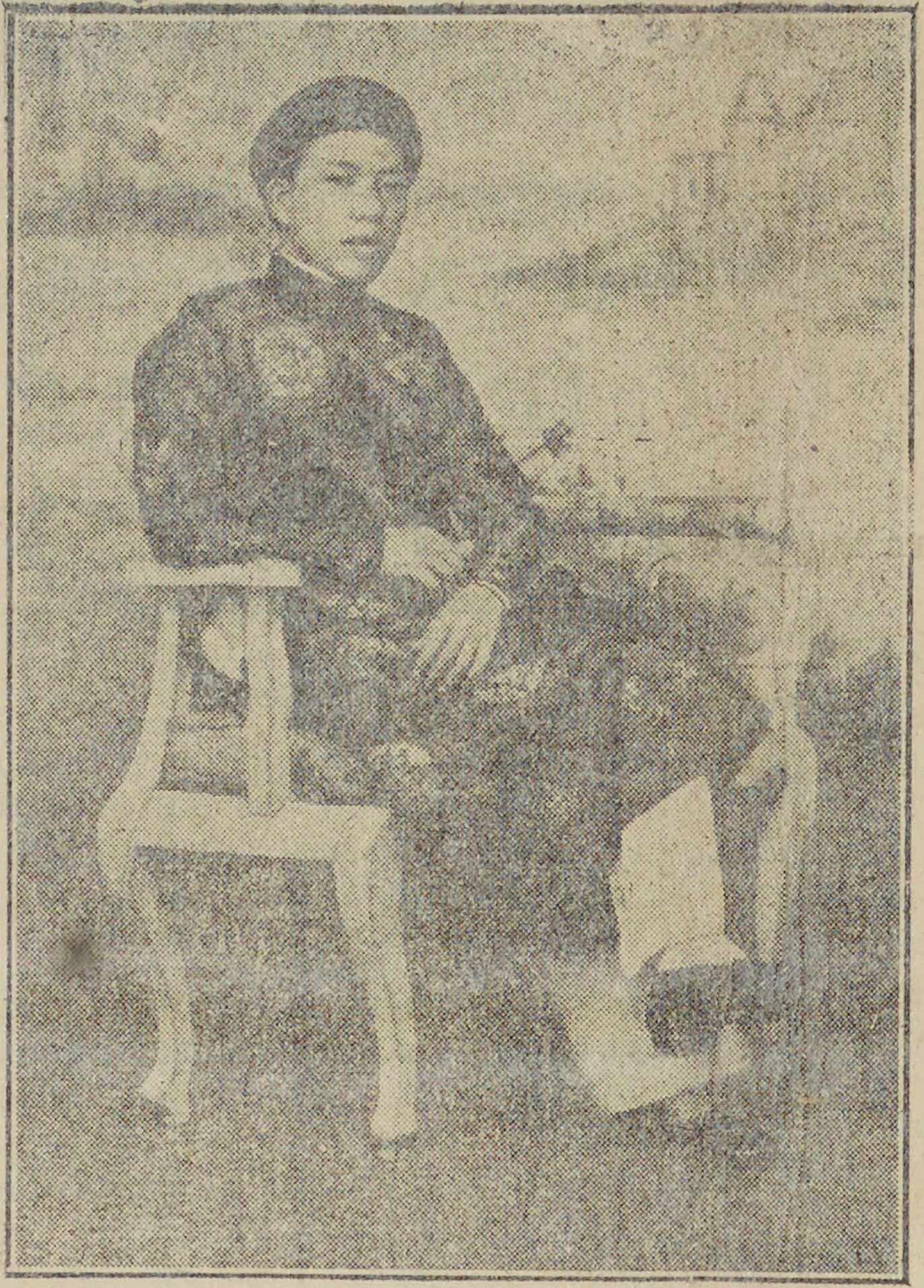
Chân dung ông Bửu Đình

Các tiểu thuyết của ông như Mảnh trăng thu (đã in trên tờ Phụ nữ tân văn trong năm 1929-1930 trước khi xuất bản), Cậu Tám Lọ cũng như các tác phẩm của Phú Đức, Trần Quang Nghiệp, Biến Ngũ Nhy... đều chịu ảnh hưởng bởi tiểu thuyết phương Tây Những tác phẩm ông viết có khoảng 22 cuốn, trong đó tiêu biểu như:
- Mảnh trăng thu (tiểu thuyết, 1930)
- Cậu Tám Lọ (tục Mảnh trăng thu, 1931)
- Giọt lệ tri âm
- Sóng hồ Ba Bể
- Đám cưới cậu Tám Lọ (chưa xuất bản).
- Châu về hiệp phố (tiểu thuyết, 4 trong 18 chương đã được đưa vào cuốn Văn xuôi Nam Bộ nửa đầu thế kỉ XX (2 tập, Nhà xuất bản Văn nghệ Thành phố Hồ Chí Minh, 2000) do Cao Xuân Mỹ sưu tầm)